# Mehmed Said Pascha

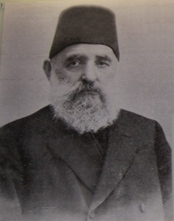
Mehmet Sait Pascha

Mehmed Said Pascha (* 1838 in Erzurum; † 1. März 1914 Istanbul) war ein osmanischer Staatsmann und Politiker. Er bekleidete insgesamt neun Jahre das Amt des Großwesirs, siebenmal unter Abdülhamid II. und zweimal während der zweiten Phase der konstitutionellen Monarchie. Wegen seiner Kleinwüchsigkeit wurde er manchmal auch Küçük Said Paşa (Der kleine Said Pascha) genannt. Er war bekannt für seine ausgeprägte politische Intelligenz, seinen Argwohn und seinen Geiz. Er wird auch mit einer Reihe von Intrigen in Verbindung gebracht.
Ein gleichnamiger Großwesir Yirmisekizzade Mehmed Said Pascha herrschte 1755 zur Zeit des Sultans Osman III.

## Aufstieg zur Macht
Seine Familie stammte ursprünglich aus Ankara, aber da der Vater als Beamter oft versetzt wurde, kam Mehmed Said in Erzurum zur Welt. Für ein Studium der islamischen Theologie ging er nach Istanbul, wurde aber ein Schreiber und somit Beamter. Im Alter von 26 lernte er Französisch. Während seiner Tätigkeit im Staatsdienst schrieb er im Jahre 1869 ein Werk über die Verwaltung der osmanischen Provinzen und gewann damit die Achtung Ali Paschas. Er wurde so zum Mitarbeiter im Kultusministerium.
Die Ernennung zum Ersten Sekretär des Sultans nach der Thronbesteigung Abdülhamids II. am 1. September 1876 war der Wendepunkt in seiner Karriere. Da er vorher keine hohen Ämter innehatte, hatte diese Ernennung, die dem heutigen Generalsekretär des Präsidenten entspricht, verschiedene Folgen. Mehmed Saids Rolle bei der Absetzung Murats V. und der Nachfolge Abdülhamids wurde nie ganz geklärt.
Am Beginn seiner Amtszeit wurde Mehmed Said oft kritisiert. Auf Drängen Ahmed Vefik Paschas wurde er am 4. Februar 1878 aus dem Amt entlassen und gleichzeitig zum Vorsitzenden des Senats ernannt. Nach dem gescheiterten Versuch einer Gruppe unter der Führung Ali Suavis, den ehemaligen Sultan Murat V. wieder einzusetzen, wurde jede Person von Abdülhamid II. verdächtigt, ihn stürzen zu wollen. So wurde auch Mehmed Said Pascha auf Befehl des Sultans zum Gouverneurssitz nach Ankara versetzt. Nach kurzer Zeit wurde er wieder zurückgerufen und am 18. Oktober 1879 zum Großwesir ernannt. Allerdings trug er als offiziellen Titel nicht wie bisher Sadrazam, sondern Başvekil. Das Datum markiert das Ende der politischen Unklarheiten und den Beginn der Machtverlagerung in den Sultanspalast.

## Großwesir in der Periode Abdülhamids
Folgende Ereignisse prägten die erste Regierungszeit Mehmed Saids
- das Todesurteil gegen Mithat Pascha, der dann aber ins Exil geschickt wurde,
- die Konsolidierung der Staatsschulden mit dem Muharram-Erlass und die Gründung der Administration de la Dette Publique Ottomane im Jahre 1881,
- die Unterstellung Ägyptens unter britische Verwaltung 1882 und
- die Besetzung Ostrumeliens durch Bulgarien 1885.

Das letzte Ereignis führte zu einer längeren Suspendierung Mehmed Saids.
Nachdem am 8. Juni 1895 die Armenische Frage auftauchte, wurde er auf Drängen der westlichen Staaten, die Reformen sehen wollten, wieder ins Amt zurückgeholt. Als aber am 30. September in Istanbul eine Demonstration von Armeniern zu blutigen Zwischenfällen führte, wurde er wieder entlassen. Zwei Monate später wurde er zum Palast gerufen, suchte aber Asyl in der britischen Botschaft, weil er um sein Leben fürchtete. Nach einer schriftlichen Garantie verließ er die Botschaft. Er führte sechs Jahre lang unter polizeilichem Schutz ein schwieriges Leben.
1901 wurde er erneut Großwesir. Nach eigener Aussage sah er diesmal seinen Dienst als Großwesir wie den eines Vollstreckungsbeamten an. Er beschwerte sich darüber, dass sein Amt des Großwesirs auf die Stufe einer Vogelscheuche herabgesetzt worden sei.
Nach der Eskalation der Gewalt in Rumelien im Zuge der von den Jungtürken geführten konstitutionellen Revolution gegen den Sultanspalast wurde er am 22. Juli 1908 ein letztes Mal zum Großwesir ernannt. Zwei Tage später rief er auf Wunsch Abdülhamids die Konstitutionelle Monarchie wieder aus. Zwei Wochen später nahm er seinen Abschied mit der Begründung, dass sich der Sultan in die Zusammenstellung des Kabinetts eingemischt habe.

## Großwesir in der Periode der Konstitutionellen Monarchie
Mit Verkündung der zweiten osmanischen Verfassungsperiode wurde der Senat wieder versammelt und Mehmed Said sein Vorsitzender. Nach dem Vorfall vom 31. März 1909 (erfolgloser Gegenputsch islamisch-konservativer Kreise gegen die westlich eingestellten Jungtürken) spielte er die Hauptrolle bei der Absetzung Abdülhamids, mit dem ihn eine 30-jährige loyale, aber hasserfüllte Beziehung verband. Abdülhamid wurde ins Exil nach Saloniki geschickt. Um einen Machtgewinn seines ewigen Widersachers Kamil Pascha zu verhindern, näherte sich Mehmed Said dem Komitee für Einheit und Fortschritt an. Mit der Eroberung Tripolis’ 1911 durch Italien im Italienisch-Türkischen Krieg entstand eine Regierungskrise. Mehmed Said wurde dadurch und mit Hilfe des Komitees wieder einmal zum Großwesir. Die konstitutionelle Monarchie erweckte Hoffnungen im Land, die sich aber bald zerstreuten. In einer Zeit in der das Reich auf eine große Krise zusteuerte, regierte Mehmed Said unter der De-facto-Herrschaft des Komitees für neuneinhalb Monate das Imperium. Als das Komitee die Wahl von Februar 1912 durch Gewalt und Täuschung gewann und so das Parlament kontrollierte, schritt Mehmed Said nicht ein.
Nach einem Memorandum am 16. Juli 1912 der Halaskâr Zabitan, die eine Gruppe aus der Reihen der Armee war und gegen das Komitee arbeitete, musste Mehmed Said Pascha zum letzten Mal zurücktreten. Eineinhalb Jahre später starb er. Er liegt am Eingang der Eyüp Sultan Moschee in Istanbul begraben.

## Quelle
Das Werk Son Sadrazamlar (Die letzten Großwesire) seines persönlichen Sekretärs İbnülemin Mahmut Kemal İnal (siehe dazu auch bei Mehmed Memduh).